# Andrea Szulák
Andrea Szulák (Budapest, 8 febbraio 1964) è una cantante, soprano, attrice e conduttrice televisiva ungherese.
Dopo aver esordito come attrice sia sul grande che sul piccolo schermo, ha debuttato nel mondo della musica come cantante dei Neoton nel 1990 e poi dal 1992 al 1994 come cantante dei Rapülők, vincendo nel 1992 e nel 1994 il premio eMeRTon come miglior cantante donna dell'anno. Nel 1993 è stata selezionata come prima rappresentante dell'Ungheria all'Eurovision Song Contest 1993 col brano Árva reggel, venendo tuttavia eliminata durante la pre-selezione Kvalifikacija za Millstreet. Nel 2022 ha ricevuto il premio Péter Máté, assegnato dal Ministero delle risorse umane ungherese.

## Biografia
È nata a Budapest, nella Repubblica Popolare d'Ungheria, l'8 febbraio 1964 da István Szulák e Rózsa Major. Dopo aver trascorso diversi anni all'estero, soprattutto in Germania, Paesi Bassi e Regno Unito, ha debuttato nel 1980 sul grande schermo nel film Ballagás di Tamás Almási. Nel 1990 è stata scelta come cantante dei Neoton mentre tra il 1992 e il 1994 ha canato nei Rapülők.
Vincitrice del premio eMeRTon come miglior cantante dell'anno del 1992, è stata scelta come prima rappresentante dell'Ungheria all'Eurovision Song Contest 1993 col brano Árva reggel, eliminato nella pre-selezione Kvalifikacija za Millstreet.

## Vita privata
Ha una figlia, Rozina, nata il 26 aprile 2007.

## Discografia

### Coi Neoton
- 1990 – A trónörökös

### Solista

#### Album in studio
- 1993 – Nem harap a néni
- 1994 – Darabok a szívemből
- 1996 – IQ – Te vagy, aki nekem jár!
- 1998 – Titkos szeretők (con Péter Benkő)
- 2000 – Szerelemez
- 2006 – Cinema
- 2007 – Boldogsag, gyere haza

#### Raccolte
- 2001 – Best of Szulák Andrea

## Filmografia

### Cinema
- Ballagás, regia di Tamás Almási (1981)
- Elektra Mindörökké, regia di Gergely Koltay (1995)
- Psycho 60, regia di Vozo Zoltán Végh - cortometraggio (2020)

### Televisione
- Linda – serie TV, episodio 1x3 (1984)
- Ürgammák – serie TV, 40 episodi (1996-1998)
- Ürgammák, Avagy a 0. Verzió, regia di Zsuzsa Czégé – film TV (1998)
- Titkos Szeretök, regia di Gergely Kolay – film TV (2000)
- Zsaruvér és csigavér kámfor, regia di István Bujtor – film TV (2002)
- Na végre itt a nyár – serie TV, 11 episodi (2002)
- Presszó – serie TV, episodio 1x4 (2008)
- A mi kis falunk – serie TV, episodi 4x10 e 4x18 (2020)
- Mintaapák – serie TV, episodi 2x17, 2x18 e 2x19 (2020)
- Drága örökösök – serie TV, episodi 3x48, 3x51 e 4x16 (2020)
- Doktor Balaton – serie TV, 15 episodi (2022)